# Film brasiliani proposti per l'Oscar al miglior film straniero
Nel corso degli anni, diversi film brasiliani sono stati candidati al Premio Oscar nella categoria miglior film straniero.
Il Brasile ha ricevuto in totale cinque candidature, vincendo per la prima volta all'edizione del 2025 con il film Io sono ancora qui, diretto da Walter Salles.
| Anno | Film                                                                                        | Regia                                  | Risultato     |
| ---- | ------------------------------------------------------------------------------------------- | -------------------------------------- | ------------- |
| 1961 | A Morte Comanda o Cangaço                                                                   | Carlos Coimbra, Walter Guimarães Motta | Non candidato |
| 1962 | La parola data (O pagador de promessas)                                                     | Anselmo Duarte                         | Candidato     |
| 1964 | Il dio nero e il diavolo biondo (Deus e o Diabo na Terra do Sol)                            | Glauber Rocha                          | Non candidato |
| 1965 | São Paulo, Sociedade Anônima                                                                | Luís Sérgio Person                     | Non candidato |
| 1967 | O Caso dos Irmãos Naves                                                                     | Luís Sérgio Person                     | Non candidato |
| 1968 | As Amorosas                                                                                 | Walter Hugo Khour                      | Non candidato |
| 1970 | Antonio das Mortes (O Dragão da Maldade contra o Santo Guerreiro)                           | Glauber Rocha                          | Non candidato |
| 1971 | Pecado Mortal                                                                               | Miguel Faria Jr.                       | Non candidato |
| 1972 | Pra Quem Fica, Tchau                                                                        | Reginaldo Faria                        | Non candidato |
| 1973 | Como era gostoso o meu francês                                                              | Nelson Pereira dos Santos              | Non candidato |
| 1974 | A Faca e o Rio                                                                              | George Sluizer                         | Non candidato |
| 1975 | A Noite do Espentalho                                                                       | Sérgio Ricardo                         | Non candidato |
| 1976 | O Amuleto de Ogum                                                                           | Nelson Pereira dos Santos              | Non candidato |
| 1977 | Xica da Silva                                                                               | Cacá Diegues                           | Non candidato |
| 1978 | Tenda dos Milagres                                                                          | Nelson Pereira dos Santos              | Non candidato |
| 1979 | A Lira do Delírio                                                                           | Walter Lima Jr.                        | Non candidato |
| 1981 | Bye Bye Brasil                                                                              | Cacá Diegues                           | Non candidato |
| 1985 | Memórias do Cárcere                                                                         | Nelson Pereira dos Santos              | Non candidato |
| 1987 | A hora da estrela                                                                           | Suzana Amaral                          | Non candidato |
| 1988 | Um Trem para as Estrelas                                                                    | Cacá Diegues                           | Non candidato |
| 1989 | Romance da Empregada                                                                        | Bruno Barreto                          | Non candidato |
| 1990 | Dias Melhores Virão                                                                         | Cacá Diegues                           | Non candidato |
| 1996 | O Quatrilho - Il quadriglio (O Quatrilho)                                                   | Fábio Barreto                          | Candidato     |
| 1997 | Vita e miracoli di Tieta de Agreste (Tieta de Agreste)                                      | Cacá Diegues                           | Non candidato |
| 1998 | 4 giorni a settembre (O que é isso, companheiro?)                                           | Bruno Barreto                          | Candidato     |
| 1999 | Central do Brasil                                                                           | Walter Salles                          | Candidato     |
| 2000 | Orfeu                                                                                       | Cacá Diegues                           | Non candidato |
| 2001 | Eu tu eles (Eu, Tu, Eles)                                                                   | Andrucha Waddington                    | Non candidato |
| 2002 | Disperato aprile (Abril Despedaçado)                                                        | Walter Salles                          | Non candidato |
| 2003 | City of God (Cidade de Deus)                                                                | Fernando Meirelles                     | Non candidato |
| 2004 | Carandiru                                                                                   | Héctor Babenco                         | Non candidato |
| 2005 | Olga                                                                                        | Jaym Monjardim                         | Non candidato |
| 2006 | Dois Filhos de Francisco                                                                    | Breno Silveira                         | Non candidato |
| 2007 | Cinema, Aspirinas e Urubus                                                                  | Marcelo Gomes                          | Non candidato |
| 2008 | L'anno in cui i miei genitori andarono in vacanza (O ano em que meus pais saíram de férias) | Cao Hamburger                          | Short-list    |
| 2009 | Última Parada 174                                                                           | Bruno Barreto                          | Non candidato |
| 2010 | Salve geral                                                                                 | Sérgio Rezende                         | Non candidato |
| 2011 | Lula, o Filho do Brasil                                                                     | Fábio Barreto                          | Non candidato |
| 2012 | Tropa de Elite 2 - Il nemico è un altro (Tropa de Elite 2 - O Inimigo Agora É Outro)        | José Padilha                           | Non candidato |
| 2013 | O Palhaço                                                                                   | Selton Mello                           | Non candidato |
| 2014 | O Som Ao Redor                                                                              | Kleber Mendonça Filho                  | Non candidato |
| 2015 | Hoje Eu Quero Voltar Sozinho                                                                | Daniel Ribeiro                         | Non candidato |
| 2016 | È arrivata mia figlia! (Que Horas Ela Volta?)                                               | Anna Muylaert                          | Non candidato |
| 2017 | Pequeno segredo                                                                             | David Schurmann                        | Non candidato |
| 2018 | Bingo: O Rei das Manhãs                                                                     | Daniel Rezende                         | Non candidato |
| 2019 | O Grande Circo Místico                                                                      | Cacá Diegues                           | Non candidato |
| 2020 | La vita invisibile di Eurídice Gusmão (A vida invisível de Eurídice Gusmão)                 | Karim Aïnuz                            | Non candidato |
| 2021 | Babenco: Alguém Tem que Ouvir o Coração e Dizer Parou                                       | Bárbara Paz                            | Non candidato |
| 2022 | Deserto Particular                                                                          | Aly Muritiba                           | Non candidato |
| 2023 | Marte Um                                                                                    | Gabriel Martins                        | Non candidato |
| 2024 | Retratos fantasmas                                                                          | Kleber Mendonça Filho                  | Non candidato |
| 2025 | Io sono ancora qui (Ainda estou aqui)                                                       | Walter Salles                          | Vincitore     |

| Non candidato  | Il film è stato proposto dal Brasile, ma non è stato candidato dall'Academy of Motion Picture Arts and Sciences.           |
| Short-list     | Il film è entrato nella "short-list" stilata a gennaio dei nove candidati per l'Oscar al miglior film straniero            |
| Candidato      | Il film è entrato a far parte dei cinque candidati per l'Oscar al miglior film straniero.                                  |
| Vincitore      | Il film ha vinto l'Oscar al miglior film straniero.                                                                        |
| Oscar speciale | Il film ha vinto l'Oscar speciale assegnato tra il 1948 ed il 1956, periodo di tempo in cui non esisteva ancora il premio. |